# Хадим Киамуддин
Хадим Киамуддин (пушту قيام الدين خادم‎, англ. Qiamuddin Khadim; 1907, Кама, провинция Нангархар — 1979, Кабул) — афганский поэт, переводчик, эссеист, историк литературы, журналист,
просветитель, публицист, политический и общественный деятель. Писал на языке пушту и дари. Сенатор при Захир-шахе.

## Биография
Получил духовное образование в мусульманских центрах Афганистана и Индии. В его творчестве просветительские идеи выражены ещё в старых литературных формах, общественная проблематика переплетается с рассуждениями на абстрактно-философские и религиозные темы.
Излюбленный жанр — лирико-философские эссе (сборники «Новая жизнь», 1941; «Мир мечтаний», 1960; «Талант и гениальность», 1961) и рассказы, в которых он ратует за искоренение устаревших обычаев («Рука судьбы», 1945; «Женщина с точки зрения афганцев», 1948; «Наблюдатель», 1967).
Перевёл на пушту произведения индийских и пакистанских писателей; автор работ по истории афганской литературы и этнографии, путевых очерков.